# Darío Klein
Darío Alejandro Klein Scherz (Montevideo, 29 de diciembre de 1969) es un periodista y doctor en Periodismo uruguayo. Es corresponsal de CNN en Español en Uruguay, docente de la Universidad Católica, director de la productora Producciones DeAKa y codirector de Sudestada.
Produjo documentales para National Geographic, CNN y Discovery Channel, entre otros. Cofundó los sitios web informativos enperspectiva.net y la primera versión de cnn en español. Fue director de informativos de TNU de Uruguay, jefe de mesa para Latinoamérica en la Agencia France Presse, editor periodístico y productor del horario central de CNN en Español. Entre 2008 y 2010 fue el Ombudsman (Defensor del Lector) del matutino La Diaria, el primero en la prensa diaria uruguaya. Durante la campaña electoral uruguaya de 2019 fue el responsable audiovisual de Verificado.uy.
Klein ha realizado trabajos periodísticos en todo el mundo. Por ejemplo, cubrió in situ la crisis de refugiados de la Guerra de Siria o el huracán Katrina, el más mortífero de la historia de EE. UU., en Nueva Orleáns. También realizó coberturas desde el desierto a la Antártida (donde se convirtió en el primer periodista de CNN en transmitir en vivo desde el continente blanco), y de cumbres y elecciones presidenciales en América Latina y Europa. Hizo o produjo entrevistas con buena parte de los presidentes y diversos artistas de América Latina y España.

## Carrera
En sus inicios, por el año 1991, Klein trabajó en informes periodísticos para la revista Guambia, fue cronista del diario El País y hasta produjo un radioteatro de humor para el programa Caras y más Caras.
Tras un par de años estudiando en España y trabajando como free lance y corresponsal, desarrolló el periodismo de investigación en Uruguay. Su trabajo en la revista Tres sacó a luz en 1996 uno de los mayores casos de corrupción de la historia uruguaya: el llamado “Caso Banco Pan de Azúcar”, que le dio a la justicia elementos para condenar a dos de los principales asesores del gobierno de Luis Alberto Lacalle.
En 1997 fue contratado por CNN para participar en el lanzamiento de su cadena de noticias en español. Entre 1997 y 2002 trabajó como editor periodístico y productor del horario central de CNN en Español, y encargado de la unidad de investigación de esa cadena de noticias. Así cubrió noticias cruciales como el 11 de septiembre, la guerra en Afganistán, el juicio político a Bill Clinton, la crisis argentina de 2001 o la crisis de rehenes en Perú, entre muchas otras. La investigación más sonada para CNN en Español fue la que derivó en el premiado documental “En busca de la doble desaparecida”. En CNN también colaboró con el lanzamiento del sitio en español cnnenespanol.com y supervisó varios proyectos para esa página de Internet.
A partir de 2002 volvió a su país natal, para trabajar desde allí como corresponsal de CNN y editor (jefe de mesa) de la Agencia France Presse.
Entre 2010 y 2012 tuvo un breve pasaje como director de Informativos de Canal 5 de Uruguay, durante el cual logró transformar el noticiero, convirtiéndolo en un informativo independiente, dinámico y con buena narrativa audiovisual.
Durante su carrera dio cursos y conferencias sobre periodismo y sobre televisión en la Universidad de Stanford, el Liberty Institute de Tbilisi, la Universidad Complutense de Madrid, las Universidades Católicas de Uruguay, Paraná (Brasil) y Lima, o el centro Cebem en La Paz, Bolivia. 
El Dr. Klein ha recibido varios premios, como la histórica distinción del premio bastón de plata Dupont para TV, de la Universidad de Columbia (la misma que entrega el premio Pulitzer para prensa escrita) que convirtió al trabajo de CNN en Español “En busca de la doble desaparecida” en el primer programa en idioma extranjero (distinto al inglés) en obtener ese galardón. Ese programa también recibió nominaciones como finalista del premio INTE y los premios internacionales Emmy como mejor documental del año. Klein también recibió el premio NAMIC Vision Award 2010 en la categoría Lengua Extranjera por el documental "La Marcha de las Uvas", producido por Cuatro Cabezas y Discovery en Español, y el premio UNICEF de periodismo por el informe colectivo “Menores infractores: un problema mayor de edad” publicado en la revista Tres en 1996. En materia literaria ganó en 2019 el International Latino Book Award.
Actualmente dirige Producciones DeaKá, una productora dedicada a generar contenidos de televisión e internet. Con su productora dirigió los documentales "Masonería: Rituales Secretos", y dos temporadas de "Almas Milagrosas" para NatGeo. También dirigió, produjo o guionó para Discovery Channel los documentales "Uruguay, por el camino de Darwin", "Uruguay, Eterno Carnaval", "La Paz, ciudad del cielo", "Retratos de una Revolución", "El Fidel que yo Conozco", "La Marcha de las Uvas" y "El infierno en Cromañón". En 2014 dirigió y condujo para CNN el documental "Rescate de Sirios", en 2017, "Marihuana, el experimento uruguayo" y  "Planeta Verde: Antártida, explorando el fin del mundo", y en 2022 "Eduardo Strauch: Un viaje sin destino", sobre el Milagro de los Andes. En 2020 estrenó "La última escuela", un documental independiente. En 2025 participó en la producción del documental "El Facilitador".
Publicó los libros "Tinta Roja" (1995), "Mala Sangre" (2014), "Vota y Verás" (2019, ganador del International Latino Book Award) y "Pepe Mujica, en sus palabras" (2020).